# Ruta del toro

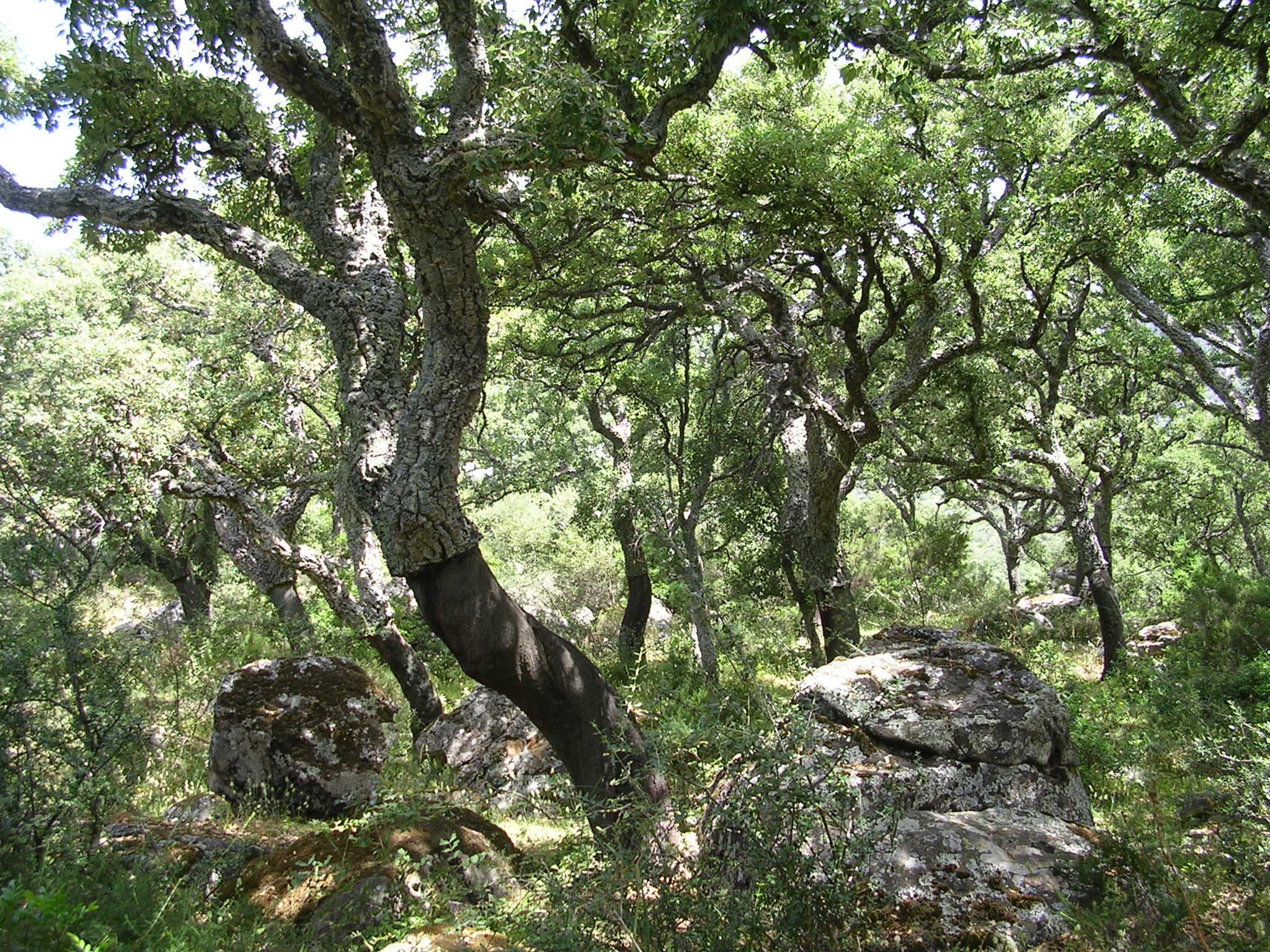
Le parc naturel de Los Alcornocales

La Ruta del toro (Route du Taureau) est une route touristique parcourant la province espagnole de Cadix en Espagne, qui permet la découverte des ganaderías. La région traversée constitue en effet l'une des plus importantes concentrations d'élevages de toros de lidia en Espagne.

## Itinéraire
Le circuit s'articule autour de la voie rapide A-381, qui relie Jerez de la Frontera à Tarifa, et sillonne la province du nord-ouest au sud-est en passant par les communes de San José del Valle, Paterna de Rivera, Medina-Sidonia, Benalup-Casas Viejas, Alcalá de los Gazules, Jimena de la Frontera, Castellar de la Frontera, San Roque et de Los Barrios. Son intérêt dépasse le seul cadre taurin, et présente de nombreuses richesses paysagères et artistiques.

## Intérêt artistique

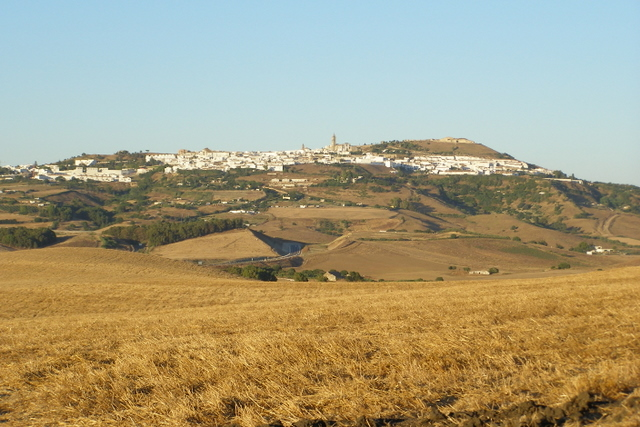
le village de Medina-Sidonia

La route parcourt le parc naturel de Los Alcornocales, qui s'étend entre Ubrique, Castellar de la Frontera, Tarifa et Alcalá de los Gazules. Il s'agit d'une zone de moyenne montagne qui abrite la plus grande forêt de chênes-lièges en Espagne. Les zones boisées y alternent avec les dehesas, ces prairies boisées qui constituent une des formes d'habitat des toros bravos. En dehors des limites du parc, vers Jerez de la Frontera et Medina Sidonia, les paysages sont ceux de la Campiña, ces vastes étendues de plaines ondulées, exploitées pour l'agriculture et l'élevage des toros.
Les richesses historico-artistiques ne sont pas absentes de la route qui traverse des villes telles qu'Alcalá de los Gazules ou Medina Sidonia, berceau d'une importante famille nobiliaire, les Pérez de Guzmán, qui comptent dans leur descendance un torero : Rafael Pérez de Guzmán, et aussi la Casa de Medina, dont le domaine s'étendait sur la majeure partie du sud de la province.

## Terre de taureaux

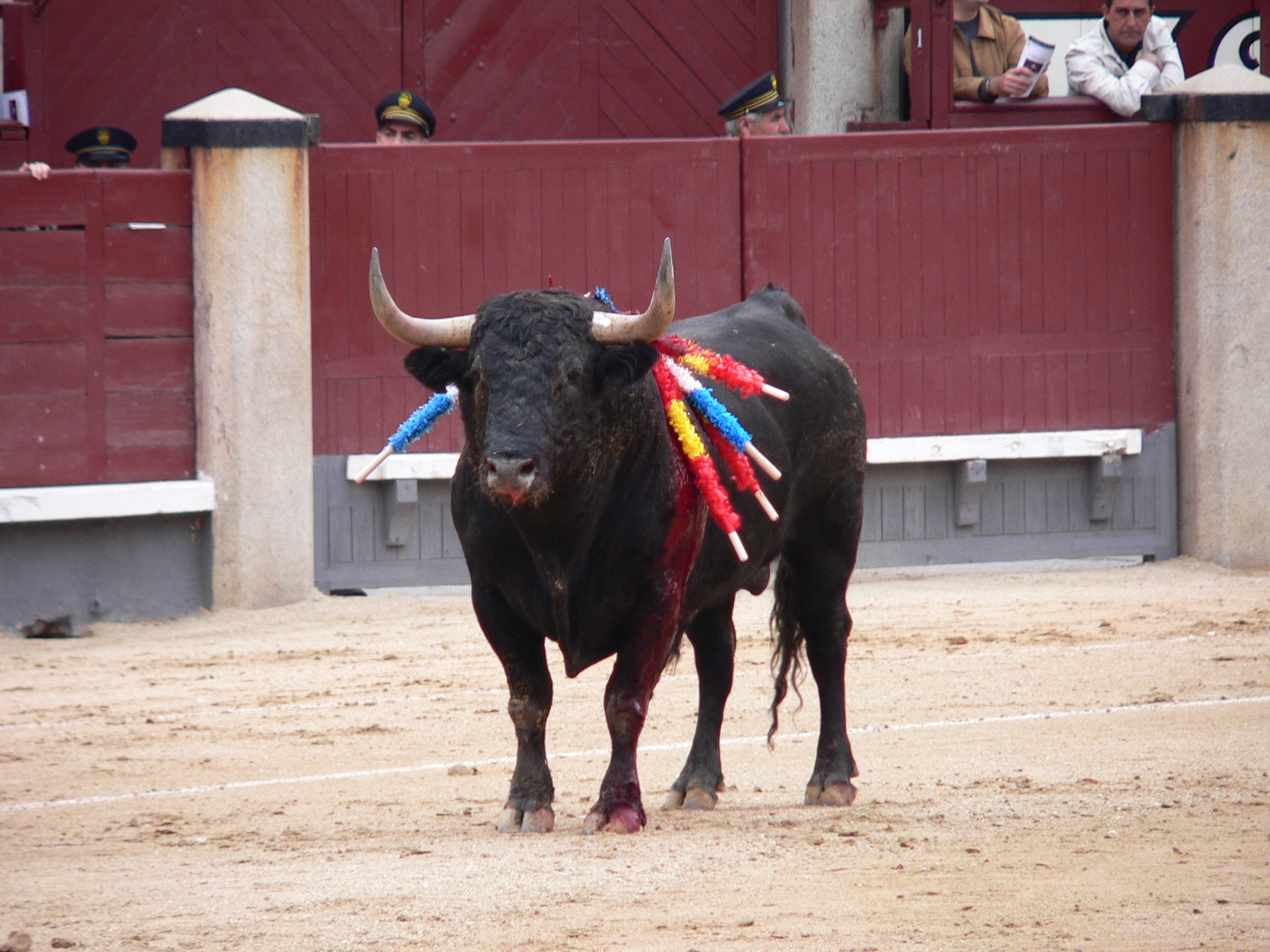
Toro de lidia lors d'une corrida.

L'objet principal de la route reste néanmoins la découverte des élevages de toros de lidia, dont la densité est particulièrement élevée dans la région. Ces taureaux sauvages ont été sélectionnés par des propriétaires terriens dès le début du XVIIe siècle, notamment par les chartreux du couvent de Jerez de la Frontera, les dominicains de Jerez ou de Saint-Jacinthe à  Séville, les trinitaires de Carmona (Andalousie), ont été des éleveurs de toros bravos. Puis  avec le développement de la corrida au XVIIIe siècle, qui font que ces bovidés sont devenus des animaux d'élevage, tout en conservant leur nature sauvage. La région de Cadix fut l'une des premières à connaître cette "domestication" des toros bravos .
Les fincas sont installées à l'écart des populations et occupent d'énormes espaces où paissent en quasi-liberté les bêtes. On retrouve deux types de milieux naturels utilisés pour l'élevage. Dans la Campiña, les toros évoluent sur de grandes surfaces de plaines, marquées par une végétation méditerranéenne similaire au maquis. Dans la zone du parc, la végétation est plus abondante. Entre les bois prennent place de grandes prairies ombragées mises à profit pour le pâturage des bovins. Parmi les très nombreuses ganaderías de la région figurent les propriétés d'éleveurs prestigieux tels que Cebada Gago, Torrestrella Juan Pedro Domecq Martelilla.